# Postjesweg
Postjesweg – stacja metra w Amsterdamie, położona na linii 50 (zielonej). Została otwarta 28 maja 1997. Stacja znajduje się częściowo nad Robert Fruinlaan, z peronem na północ od tej ulicy. Na wschód od wejścia do stacji Robert Fruinlaan na moście Charley Toorop zamienia się w Postjesweg.